# 大平浩二
大平浩二（おおひら こうじ、1951年11月28日- ）は、日本の経営学者、明治学院大学教授。

## 略歴
香川県生まれ。1974年明治学院大学経済学部卒、1982年慶應義塾大学大学院商学研究科博士課程単位取得退学。1982年明治学院大学経済学部商学科専任講師、85年助教授、92年経営学科教授となる。

## 著書
- 『ネットワークを駆使するCS先進企業 顧客満足を高めるデータベース戦略』 (CSブックス)日本経済新聞社 1997
- 『生かされている哲学 勇心酒造・徳山孝の革新経営』PHP研究所 2017

### 共編著
- 『現代経営学説の探究』幸田浩文、早坂明彦共著 中央経済社 1988
- 『ケースブック老人介護施設の経営』編著 中央経済社 2007
- 『中国金融システムの不良債権分析 国際金融市場におけるチャイナマネーの影響力』中尾茂夫,宋立水共編著 中央経済社 2007
- 『住宅はこれからが買いだ!』住まいの未来研究会共著 小学館 2008
- 『ステークホルダーの経営学 開かれた社会の到来』編著 中央経済社 2009
  - 『ステークホルダーの経営学 開かれた社会と持続可能な企業 第2版』編著 中央経済社 2016

## 論文
- ＜大平浩二